# Tomáš Mrázek
Tomáš Mrázek (* 24. srpna 1982 v Brně, Československo) je český horolezec, bývalý reprezentant ve sportovním lezení a mistr světa, vítěz Rock Masteru světového poháru v lezení na obtížnost. Také mistr ČR, juniorský mistr světa a vítěz evropského poháru juniorů v této disciplíně. Žije v Brně, velkou část zimní sezony jezdil lézt do jižních krajů, kde mu klima umožňovalo trénovat venku. Po ukončení závodní kariéry se věnoval trenérství a stavění lezeckých cest na umělých stěnách.
S lezením začal roku 1997 na Stránské skále v Brně. V roce 1999 vylezl první cestu klasifikace 8a. Studoval střední průmyslovou školu a od té doby se již věnoval lezení naplno a profesionálně. V roce 2000 se stal mistrem České republiky v lezení na obtížnost.
V prosinci 2016 byl hlavním rozhodčím na Mistrovství Slovenska v lezení na obtížnost na stěně K2 v Bratislavě.

## Závodní výsledky
V letech 2000–2005 se stal mistrem České republiky.
V roce 2001 se ve švýcarském Wintherturu stal vicemistrem světa a zvítězil i na juniorském mistrovství světa v rakouském Imstu. Na závodech Rock Master v italském Arcu přidal další vítězství. Ve světovém poháru zvítězil ve dvou závodech.
V celkovém hodnocení Světového poháru 2002 se umístil druhý. Jako druhý přelezl legendární cestu Undeground 9a RP v italském Massone.
V roce 2003 svoji přípravu zaměřil na vrchol sezóny – mistrovství světa. Ve francouzském Chamonix se stal mistrem světa a zdolal cestu Sanskij par 9a ve slovinském Ospu. Vicemistr ČR v boulderingu.
V roce 2003 se stal mistrem světa, v roce 2004 zvítězil ve Světovém poháru v lezení na obtížnost.
V roce 2004 se v posledním závodě stal vítězem Světového poháru ve slovinské Kranji.
Roku 2005 získal od Českého horolezeckého svazu mimořádné ocenění Výkon roku 2005 za obhájení titulu mistra světa v lezení na obtížnost a také za spoustu dalších hodnotných přelezů na skalách. Na Světových hrách v Duisburgu získal stříbrnou medaili.
V roce 2006 byl nominován na prestižní mezinárodní ocenění La Sportiva Competition Award za závodní výsledky.